# Melik Ohanian
Pour les articles homonymes, voir Ohanian.
Melik Ohanian, est un artiste visuel français, né à Lyon en 1969.

## Biographie
De 1988 à 1994, Melik Ohanian étudie à l'école supérieure des beaux arts de Montpellier puis à Lyon. Il vit et travaille entre Paris et New York. Son père Rajak Ohanian, d'origine arménienne, est photographe et son frère Vartan Ohanian, qui a participé à la réalisation de plusieurs de ses projets, est réalisateur de films documentaires.
Son travail été présenté lors d’expositions personnelles dans des musées internationaux tels que le Musée National d’Art Moderne, Centre Georges Pompidou, Paris (2016), Centre régional d'art contemporain Occitanie (Sète) (2014), Utah Museum of Contemporary Art, Salt Lake City (2013), Matucana 100, Santiago (2008), CCA Kitakyushu (2003,2007), South London Gallery (2006), De Appel, Amsterdam (2006), Institut d'art contemporain de Villeurbanne (2006), et pour l'ouverture du Palais de Tokyo (centre d'art contemporain) en 2002.
Il a participé à de nombreuses biennales d'art contemporain: Biennale de Venise (2007,2015), Biennale de Sao Paulo (2004), Biennale de Sydney (2004,2016), Biennale de Gwangju (2006,2018), Biennale de Lyon (2005, 2017), Biennale de Sharjah (2011). Biennale de Berlin (2004), Biennale de Seville (2006).
De nombreuses institutions ont présenté son travail dans le cadre d’expositions collectives: KUNSTEN Museum of Modern Art Aalborg, Danemark (2021), Galerie Rudolfinum, Prague, République Tchèque (2019), Tate Modern, Londres (2019), Whitney Museum, New York (2016), Carré d’art de Nîmes (2015), Nam June Paik Art Center, Corée du Sud (2013), Haus der Kulturen der Welt, Berlin (2012), Sharjah Art Foundation (2012), Minsheng Art Museum, Shanghai (2011), The Israel Museum, Jérusalem (2010), Beirut Art Center (2009), Casino Luxembourg (2008), Moderna Museet, Stockholm (2008), MUMOK, Vienne (2005),,,.
Il est pensionnaire de la Villa Médicis en 2003-2004.

## Démarche
Le travail de Melik Ohanian s’entend en termes de territoires physiques et conceptuels dont le point central serait la notion de temps. Nourrie de recherches, de méthodes scientifiques et de philosophie, son œuvre se développe au travers d’une multiplicité de médiums. Les dispositifs réalisés interrogent les modes de représentation de l’exposition et dépassent les cadres habituels de l’image dans ses dimensions spatiales et temporelles. Plaçant le visiteur dans un état d’exploration, l’artiste met à jour la complexité des écarts qui, de manière plus ou moins évidente, régissent nos rapports au monde et à autrui,,.
Ses recherches sur les moyens, les supports et la puissance allégorique des images reviennent souvent sur plusieurs sujets: les zones désertiques, le monde ouvrier, la fin des utopies révolutionnaires, les faits sociaux, politiques, historiques ou scientifiques.
En 2015, il est lauréat du prix Marcel Duchamp,,,,, et présente son exposition Under Shadows au Centre Georges Pompidou en 2016.
La même année, à l'occasion du centenaire du génocide des arméniens de 1915, il est invité à participer à l’exposition collective qui reçoit le Lion d’or du Meilleur Pavillon National (République d'Arménie) à la 56e édition de la Biennale de Venise,,,. Il présente une version démantelée des Réverbères de la Mémoire, oeuvre qui jusqu'alors suscite de nombreuses polémiques à Genève.
En 2019, l'œuvre pérenne, Les Réverbères de la Mémoire,,,,,,, commencée en 2010, est finalement installée et inaugurée, en juin 2018, dans le Parc Tremblay à Genève. Bien que sa réalisation ait suscité de nombreuses controverses l'oeuvre est récompensée par le prix Visarte à Zurich de la meilleure œuvre dans l’espace public en Suisse.

## Œuvres — Diverses
En 2008, Le CNAP et l'Atelier de Création Radiophonique lui commande une oeuvre sonore. Il réalise Philosophic Dubavec la collaboration de Varou Jan, compositeur et guitariste — notamment du Peuple de l'Herbe. C'est un Dub philosophique de 58 minutes à partir des archives sonores de Radio France et de l'INA. Sur une première nappe sonore d’un Dub Hip Hop vient se placer en contrepoint sonore des voix de philosophes ou grands intellectuels ayant marqué l’histoire du XXe siècle : Bergson (unique enregistrement sonore de la voix du philosophe), Bachelard, Godard, Foucault, Deleuze, etc. L'oeuvre fait partie de l'exposition co-existante From The Voice To The Hand, réalisée dans 14 lieux simultanément à Paris en 2008.

## Œuvres — Dispositif & Films
- Citizen Band, court-métrage 16mm, NB,1993
- A Boxer and A Nurse, court-métrage 8mm et vidéo, 1995
- Hit, 1996
- White Wall Travelling, 1996
- At Late, 1998
- Island of an Island, 1998-2001[32],[33],[34],[35],[36]
- Seven Minutes Before, 2004[37],[38]
- Invisible Film, 2005[39]
- September 11, 1973, Santiago Chile 2007, 2007
- DAYS, I See what I Saw and what I will See, 2011[40]
- Modeling Poetry — An Algorithm as a Screenplay, 2014-2016
- BORDERLAND — I Walked a Far Piece, 2017
- Their Eyes Were Watching, 2018

## Monographies — Sélection expositions
- Island of an Island, Palais de Tokyo, Paris, 2002
- Seven Minutes Before, Pavillon Français XXVIe Biennale de Sao Paulo, Brésil, 2004
- Let's Turn or Turn Around, Institut d'art contemporain de Villeurbanne, 2006
- Somewhere in Time, De Appel, Amsterdam, 2006
- Seven Minutes Before, South London Gallery, Londres, 2006
- From The Voice to The Hand, une exposition coexistante dans 14 lieux à Paris, 2008[41],[42]
- El Agua de Niebla, Matucana 100, Santiago, Chile, 2008
- Exils, Musée Picasso (Vallauris), France, 2012
- Stuttering, Centre régional d'art contemporain Occitanie (Sète), Sète 2014[43]
- Stutttering, Galerie Chantal Crousel, Paris, 2015
- Under Shadows, Centre Pompidou, Paris, 2016
- The Time Before, Cristina Guerra Gallery, Lisbonne, 2022[44]
- Remember, It will be Tomorrow, ՀԻՇԵ ՛Ք, ԴԱ ՎԱՂՆ ԷՐ, Memorial de la Shoah, Paris, 2023[45]

## Commandes publiques
- Les Réverbères de la Mémoire, FMAC, Genève, à l’initiative de la communauté arménienne de Genève, 2010-2018
- Cadence Modulaire, UPR – Hôpital Saint-Antoine, Paris, 2009-2010
- Second Time & Second Sound, piscine de Belleville, Paris - architectes Berger&Anziutti, 2008
- Philosophic DUB, Atelier de création radiophonique, France Culture, CNAP, Paris, 2008
- Cosmoball, Abbaye de Maubuisson, Saint-Ouen-l'Aumône, 2008
- Rosa Parks Tribute, Collège Rosa-Parks, Gentilly, Val-de-Marne, 2008
- Le Récit Perpétuel, Talence, 2003-2007. Dans le cadre du projet « L'art dans la ville ». (Oeuvre démontée en 2023)

## Résidences
- Résidence Pinault Collection, Lens, 2022[46]
- Montalvo Arts Center, Sally and Don Lucas Artist Program, États-Unis, 2008
- CCA KitaKyushu, Japan 2007[47]
- ArtPace, San Antonio, Texas, États-Unis, 2005[48]
- Villa Médicis,  2003/2004, Rome, Italie[49]
- CCA KitaKyushu, Japan 2003[50]

## Distinctions
- Prix Visarte, Zurich, 2019[51],[52],[53]
- Prix Marcel Duchamp, 2015[12],[13],[14],[15],[16],[17]
- Lion d’or du Meilleur Pavillon National (République d'Arménie), exposition collective, 56e édition de la Biennale de Venise (2015)
- Prize of October Art Salon, Belgrade, Serbia, 2005
- Prix Hélène Linossier, Ecole des Beaux Arts de Lyon, 1995